# Villa Ada (zona di Roma)
Villa Ada è la zona urbanistica 2Y del Municipio Roma II di Roma Capitale. Si estende sul quartiere Q. II Parioli.

## Geografia fisica
Il territorio della zona ricopre interamente quello di Villa Ada Savoia, dalla quale prende il nome.

### Territorio
La zona confina:
- a nord con la zona urbanistica 4L Aeroporto dell'Urbe
- a est con la zona urbanistica 2E Trieste
- a sud con la zona urbanistica 2D Salario
- a ovest con la zona urbanistica 2B Parioli
- a nord-ovest con la zona urbanistica 20A Tor di Quinto